# Supercopa de Italia 2024
La Supercopa de Italia 2024 (Supercoppa Italiana 2024 en italiano) fue la 37.ª edición de la Supercopa de Italia.
Es la segunda edición que cuenta con cuatro equipos.
Los partidos de esta edición se jugaron del 2 al 6 de enero de 2025, en Riad, capital de Arabia Saudita. En el Al-Awwal Park las semifinales y en el Kingdom Arena la final; donde tendríamos el tercer Derby della Madonnina en la historia de la Supercopa de Italia. En la final, el Milan se proclamaría campeón tras vencer 3 a 2 al Inter, habiendo empezado perdiendo 2-0 y remontando el partido 2-3 con un gol de Tammy en el descuento.

## Equipos participantes
|  | Internazionale |  | Campeón de la Serie A 2023-24        |
|  | Milan          |  | Subcampeón de la Serie A 2023-24     |
|  | Juventus       |  | Campeón de la Copa Italia 2023-24    |
|  | Atalanta       |  | Subcampeón de la Copa Italia 2023-24 |

## Cuadro
|  | Semifinales    | Semifinales    | Semifinales |       |                | Final          | Final | Final |  |
|  |                |                |             |       |                |                |       |       |  |
|  |                |                |             |       |                |                |       |       |  |
|  | Internazionale | Internazionale | 2           |       |                |                |       |       |  |
|  | Internazionale | Internazionale | 2           |       |                |                |       |       |  |
|  | Atalanta       | Atalanta       | 0           |       |                |                |       |       |  |
|  | Atalanta       | Atalanta       | 0           |       | Internazionale | Internazionale | 2     |       |  |
|  |                |                |             |       | Internazionale | Internazionale | 2     |       |  |
|  |                |                | Milan       | Milan | 3              |                |       |       |  |
|  | Juventus       | Juventus       | Milan       | Milan | 3              | 1              |       |       |  |
|  | Juventus       | Juventus       |             |       |                | 1              |       |       |  |
|  | Milan          | Milan          | 2           |       |                |                |       |       |  |
|  | Milan          | Milan          | 2           |       |                |                |       |       |  |
|  |                |                |             |       |                |                |       |       |  |

## Semifinales
| Semifinal 1; 2 de enero de 2025 | Internazionale      | 2:0 (0:0) | Atalanta | Al-Awwal Park, Riad                                                            |                                                                                |
| 22:00 (UTC+3)                   | - Dumfries 49', 61' | Reporte   |          | Asistencia: 16 896 espectadores Árbitro(s): Daniele Chiffi VAR: Rosario Abisso | Asistencia: 16 896 espectadores Árbitro(s): Daniele Chiffi VAR: Rosario Abisso |

| Uniformes |  |
|           |  |

| Semifinal 2; 3 de enero de 2025 | Juventus     | 1:2 (1:0) | Milan                                   | Al-Awwal Park, Riad                                                             |                                                                                 |
| 22:00 (UTC+3)                   | - Yıldız 21' | Reporte   | - Pulisic 71' (pen.) - Gatti 75' (a.g.) | Asistencia: 24 783 espectadores Árbitro(s): Andrea Colombo VAR: Daniele Paterna | Asistencia: 24 783 espectadores Árbitro(s): Andrea Colombo VAR: Daniele Paterna |

| Uniformes |  |
|           |  |

## Final

### Ficha
| 1     | POR   | Yann Sommer        |     |
| 31    | DEF   | Yann Aurel Bisseck |     |
| 6     | DEF   | Stefan de Vrij     | 84' |
| 95    | DEF   | Alessandro Bastoni |     |
| 20    | MED   | Hakan Çalhanoğlu   | 35' |
| 23    | MED   | Nicolò Barella     | 84' |
| 22    | MED   | Henrikh Mkhitaryan | 65' |
| 2     | MED   | Denzel Dumfries    |     |
| 32    | MED   | Federico Dimarco   | 66' |
| 99    | DEL   | Mehdi Taremi       |     |
| 10    | DEL   | Lautaro Martínez   |     |
| D. T. | D. T. | Simone Inzaghi     |     |

| 1     | POR   | Mike Maignan      |     |
| 22    | DEF   | Emerson Royal     | 87' |
| 23    | DEF   | Fikayo Tomori     |     |
| 28    | DEF   | Malick Thiaw      |     |
| 19    | DEF   | Theo Hernández    |     |
| 80    | MED   | Yunus Musah       | 77' |
| 29    | MED   | Youssouf Fofana   |     |
| 20    | MED   | Álex Jiménez      | 50' |
| 14    | MED   | Tijjani Reijnders | 77' |
| 11    | MED   | Christian Pulisic |     |
| 7     | DEL   | Álvaro Morata     |     |
| D. T. | D. T. | Sérgio Conceição  |     |

| 21 | MED | Kristjan Asllani | 35' |
| 7  | MED | Piotr Zieliński  | 65' |
| 30 | DEF | Carlos Augusto   | 66' |
| 36 | DEF | Matteo Darmian   | 84' |
| 16 | MED | Davide Frattesi  | 84' |

| 10 | DEL | Rafael Leão        | 50' |
| 8  | MED | Ruben Loftus-Cheek | 77' |
| 90 | DEL | Tammy Abraham      | 77' |
| 2  | DEF | Davide Calabria    | 87' |

| 45+1' · 47' | Lautaro Martínez Mehdi Taremi | 1:0 2:0 |

| 52' · 80' · 90+3' | Theo Hernández Christian Pulisic Tammy Abraham | 2:1 2:2 2:3 |

| 51' · 54' · 72' · 89' | Henrikh Mkhitaryan Denzel Dumfries Nicolò Barella Alessandro Bastoni |

| 57' | Fikayo Tomori |

| Principal  | Simone Sozza   |
| Asistentes | Ciro Carbone   |
|            | Alberto Tegoni |
| Cuarto     | Michael Fabbri |

| VAR            | Valerio Marini |
| Asistentes VAR | Daniele Doveri |

| 1     | POR   | Yann Sommer        |     |
| 31    | DEF   | Yann Aurel Bisseck |     |
| 6     | DEF   | Stefan de Vrij     | 84' |
| 95    | DEF   | Alessandro Bastoni |     |
| 20    | MED   | Hakan Çalhanoğlu   | 35' |
| 23    | MED   | Nicolò Barella     | 84' |
| 22    | MED   | Henrikh Mkhitaryan | 65' |
| 2     | MED   | Denzel Dumfries    |     |
| 32    | MED   | Federico Dimarco   | 66' |
| 99    | DEL   | Mehdi Taremi       |     |
| 10    | DEL   | Lautaro Martínez   |     |
| D. T. | D. T. | Simone Inzaghi     |     |

| 1     | POR   | Mike Maignan      |     |
| 22    | DEF   | Emerson Royal     | 87' |
| 23    | DEF   | Fikayo Tomori     |     |
| 28    | DEF   | Malick Thiaw      |     |
| 19    | DEF   | Theo Hernández    |     |
| 80    | MED   | Yunus Musah       | 77' |
| 29    | MED   | Youssouf Fofana   |     |
| 20    | MED   | Álex Jiménez      | 50' |
| 14    | MED   | Tijjani Reijnders | 77' |
| 11    | MED   | Christian Pulisic |     |
| 7     | DEL   | Álvaro Morata     |     |
| D. T. | D. T. | Sérgio Conceição  |     |

| 21 | MED | Kristjan Asllani | 35' |
| 7  | MED | Piotr Zieliński  | 65' |
| 30 | DEF | Carlos Augusto   | 66' |
| 36 | DEF | Matteo Darmian   | 84' |
| 16 | MED | Davide Frattesi  | 84' |

| 10 | DEL | Rafael Leão        | 50' |
| 8  | MED | Ruben Loftus-Cheek | 77' |
| 90 | DEL | Tammy Abraham      | 77' |
| 2  | DEF | Davide Calabria    | 87' |

| 45+1' · 47' | Lautaro Martínez Mehdi Taremi | 1:0 2:0 |

| 52' · 80' · 90+3' | Theo Hernández Christian Pulisic Tammy Abraham | 2:1 2:2 2:3 |

| 51' · 54' · 72' · 89' | Henrikh Mkhitaryan Denzel Dumfries Nicolò Barella Alessandro Bastoni |

| 57' | Fikayo Tomori |

| Principal  | Simone Sozza   |
| Asistentes | Ciro Carbone   |
|            | Alberto Tegoni |
| Cuarto     | Michael Fabbri |

| VAR            | Valerio Marini |
| Asistentes VAR | Daniele Doveri |

| 1     | POR   | Yann Sommer        |     |
| 31    | DEF   | Yann Aurel Bisseck |     |
| 6     | DEF   | Stefan de Vrij     | 84' |
| 95    | DEF   | Alessandro Bastoni |     |
| 20    | MED   | Hakan Çalhanoğlu   | 35' |
| 23    | MED   | Nicolò Barella     | 84' |
| 22    | MED   | Henrikh Mkhitaryan | 65' |
| 2     | MED   | Denzel Dumfries    |     |
| 32    | MED   | Federico Dimarco   | 66' |
| 99    | DEL   | Mehdi Taremi       |     |
| 10    | DEL   | Lautaro Martínez   |     |
| D. T. | D. T. | Simone Inzaghi     |     |

| 1     | POR   | Mike Maignan      |     |
| 22    | DEF   | Emerson Royal     | 87' |
| 23    | DEF   | Fikayo Tomori     |     |
| 28    | DEF   | Malick Thiaw      |     |
| 19    | DEF   | Theo Hernández    |     |
| 80    | MED   | Yunus Musah       | 77' |
| 29    | MED   | Youssouf Fofana   |     |
| 20    | MED   | Álex Jiménez      | 50' |
| 14    | MED   | Tijjani Reijnders | 77' |
| 11    | MED   | Christian Pulisic |     |
| 7     | DEL   | Álvaro Morata     |     |
| D. T. | D. T. | Sérgio Conceição  |     |

| 21 | MED | Kristjan Asllani | 35' |
| 7  | MED | Piotr Zieliński  | 65' |
| 30 | DEF | Carlos Augusto   | 66' |
| 36 | DEF | Matteo Darmian   | 84' |
| 16 | MED | Davide Frattesi  | 84' |

| 10 | DEL | Rafael Leão        | 50' |
| 8  | MED | Ruben Loftus-Cheek | 77' |
| 90 | DEL | Tammy Abraham      | 77' |
| 2  | DEF | Davide Calabria    | 87' |

| 45+1' · 47' | Lautaro Martínez Mehdi Taremi | 1:0 2:0 |

| 52' · 80' · 90+3' | Theo Hernández Christian Pulisic Tammy Abraham | 2:1 2:2 2:3 |

| 51' · 54' · 72' · 89' | Henrikh Mkhitaryan Denzel Dumfries Nicolò Barella Alessandro Bastoni |

| 57' | Fikayo Tomori |

| Principal  | Simone Sozza   |
| Asistentes | Ciro Carbone   |
|            | Alberto Tegoni |
| Cuarto     | Michael Fabbri |

| VAR            | Valerio Marini |
| Asistentes VAR | Daniele Doveri |

| 1     | POR   | Yann Sommer        |     |
| 31    | DEF   | Yann Aurel Bisseck |     |
| 6     | DEF   | Stefan de Vrij     | 84' |
| 95    | DEF   | Alessandro Bastoni |     |
| 20    | MED   | Hakan Çalhanoğlu   | 35' |
| 23    | MED   | Nicolò Barella     | 84' |
| 22    | MED   | Henrikh Mkhitaryan | 65' |
| 2     | MED   | Denzel Dumfries    |     |
| 32    | MED   | Federico Dimarco   | 66' |
| 99    | DEL   | Mehdi Taremi       |     |
| 10    | DEL   | Lautaro Martínez   |     |
| D. T. | D. T. | Simone Inzaghi     |     |

| 1     | POR   | Mike Maignan      |     |
| 22    | DEF   | Emerson Royal     | 87' |
| 23    | DEF   | Fikayo Tomori     |     |
| 28    | DEF   | Malick Thiaw      |     |
| 19    | DEF   | Theo Hernández    |     |
| 80    | MED   | Yunus Musah       | 77' |
| 29    | MED   | Youssouf Fofana   |     |
| 20    | MED   | Álex Jiménez      | 50' |
| 14    | MED   | Tijjani Reijnders | 77' |
| 11    | MED   | Christian Pulisic |     |
| 7     | DEL   | Álvaro Morata     |     |
| D. T. | D. T. | Sérgio Conceição  |     |

| 21 | MED | Kristjan Asllani | 35' |
| 7  | MED | Piotr Zieliński  | 65' |
| 30 | DEF | Carlos Augusto   | 66' |
| 36 | DEF | Matteo Darmian   | 84' |
| 16 | MED | Davide Frattesi  | 84' |

| 10 | DEL | Rafael Leão        | 50' |
| 8  | MED | Ruben Loftus-Cheek | 77' |
| 90 | DEL | Tammy Abraham      | 77' |
| 2  | DEF | Davide Calabria    | 87' |

| 45+1' · 47' | Lautaro Martínez Mehdi Taremi | 1:0 2:0 |

| 52' · 80' · 90+3' | Theo Hernández Christian Pulisic Tammy Abraham | 2:1 2:2 2:3 |

| 51' · 54' · 72' · 89' | Henrikh Mkhitaryan Denzel Dumfries Nicolò Barella Alessandro Bastoni |

| 57' | Fikayo Tomori |

| Principal  | Simone Sozza   |
| Asistentes | Ciro Carbone   |
|            | Alberto Tegoni |
| Cuarto     | Michael Fabbri |

| VAR            | Valerio Marini |
| Asistentes VAR | Daniele Doveri |

| Supercopa de Italia |
|                     |
| Campeón             |
| Milan 8.º título    |

## Estadísticas

### Clasificación general
| Pos. | Club           | Pts. | PJ | PG | PE | PP | GF | GC | Dif | Rend. |
| ---- | -------------- | ---- | -- | -- | -- | -- | -- | -- | --- | ----- |
| 1    | Milan          | 6    | 2  | 2  | 0  | 0  | 5  | 3  | 2   | 100%  |
| 2    | Internazionale | 3    | 2  | 1  | 0  | 1  | 4  | 3  | 1   | 50%   |
| 3    | Juventus       | 0    | 1  | 0  | 0  | 1  | 1  | 2  | -1  | 0%    |
| 4    | Atalanta       | 0    | 1  | 0  | 0  | 1  | 0  | 2  | -2  | 0%    |

### Goleadores
| Pos. | Jugador           | Club           | Goles |
| ---- | ----------------- | -------------- | ----- |
| 1    | Denzel Dumfries   | Internazionale | 2     |
| 2    | Christian Pulisic | Milan          | 2     |
| 3    | Tammy Abraham     | Milan          | 1     |
| 4    | Theo Hernández    | Milan          | 1     |
| 5    | Lautaro Martínez  | Internazionale | 1     |
| 6    | Mehdi Taremi      | Internazionale | 1     |
| 7    | Kenan Yıldız      | Juventus       | 1     |

### Autogoles
| Pos. | Jugador        | Club     | Autogoles |
| ---- | -------------- | -------- | --------- |
| 1    | Federico Gatti | Juventus | 1         |